# Deli Spice
Deli Spice (Hangul: 델리 스파이스) est un groupe de rock moderne sud-coréen formé en 1995. Il est composé de Kim Min-kyu (김민규) au chant et à la guitare, Yoon Joon-ho (윤준호) au chant et à la basse, Jeong Yeon-su (정연수) à la guitare, et Jang Won-young (장원영) à la batterie.

## Discographie
1997 : Deli Spice (Album)

1999 : Welcome To The Delihouse (Album)

2000 : 슬프지만 진실 (Album)

2001 : D (Album)

2003 : Espresso (Album)

2006 : Bombom (Album)

2011 : Open your eyes (Album)

2012 : 聯 '연' (Album)